# Le Livre au roi

Le Livre au roi est un texte juridique du Royaume latin de Jérusalem qui fait partie des Assises de Jérusalem, ensemble de recueils de lois issu d'un effort de codification du droit féodal et des institutions du royaume. Il a été rédigé vers 1200, à Saint-Jean-d'Acre, en ancien français et il est le plus ancien élément des Assises de Jérusalem.
Selon Maurice Grandclaude, divers indices conduisent à penser que le document a été rédigé pendant le règne d'Isabelle Ire de Jérusalem et d'Amaury II de Lusignan, c'est-à-dire entre 1197 et 1205.
Une particularité de ce texte par rapport à d'autres composantes des Assises de Jérusalem est d'émaner d'une source favorable au pouvoir royal. Essentiel pour la connaissance des institutions du royaume de Jérusalem, il est intéressant pour l'étude du droit féodal en général. Il comporte cinquante-deux chapitres qui s'organisent en trois parties traitant successivement du pouvoir royal, des hommes liges et des fiefs.
La connaissance de ce texte repose sur trois manuscrits, dont le troisième est resté inédit jusqu'à l'édition Greilsammer de 1995.

### Édition
- Recueil des historiens des croisades, Lois, tome 1, Académie des inscriptions et belles-lettres, Paris, 1841.
- Le livre au Roi, introduction, notes et édition critique par Myriam Greilsammer, avant-propos de Jean Richard (coll. « Documents relatifs à l'histoire des croisades », XVII), Paris, Académie des inscriptions et belles-lettres, diff. De Boccard, 1995, 308 p. (Présentation).

### Études
- Maurice Grandclaude, « Caractère du Livre au Roi », Revue historique de droit français et étranger, 5 (1926), p. 308-314.
- Joshua Prawer, « La noblesse et le régime féodal du royaume latin de Jérusalem », Le Moyen Âge, 14 (1959), p. 41-74.
- Joshua Prawer, « Étude sur le droit des Assises de Jérusalem : droit de confiscation et droit d'exhérédation », Revue historique de droit français et étranger, 39 (1961), p. 520-551 et 40 (1962), p. 29-42.